# Biblioteca municipal de Peabody
La biblioteca municipal de Peabody también conocida bajo el antiguo nombre de Biblioteca Carnegie, fue incluida en el Registro Nacional de Lugares Históricos (NRHP) en 1987. Se encuentra ubicada en el centro histórico del distrito de Peabody, Kansas, Estados Unidos.

## Historia
En 1875, la biblioteca original fue construida. La biblioteca era útil, pero demasiado pequeña después de algunas décadas de uso.
Un comité del Club del Comercio, solicitó una beca en la Biblioteca de Carnegie, y para la primavera de 1913, la Corporación Carnegie había aceptado una donación por concepto de $ 10 000 dólares. El edificio de la biblioteca original se trasladó al parque Peabody, y la nueva biblioteca Carnegie fue construida en el sitio. El 18 de abril de 1914, las puertas se abrieron al público. Más tarde, la biblioteca original se movió otra vez y se convirtió en Peabody Historical Library Museum.